# Südostasienspiele 1997
Die Südostasienspiele 1997, englisch als Southeast Asian Games (SEA Games) bezeichnet, fanden vom 11. bis 19. Oktober 1997 in Jakarta statt. Es war die 19. Auflage der Spiele. Es nahmen 6007 Athleten und Offizielle aus 10 Ländern in 36 Sportarten an den Spielen teil.

## Medaillenspiegel
| Platz | Land        | Gold | Silber | Bronze | Gesamt |
| ----- | ----------- | ---- | ------ | ------ | ------ |
| 1     | Indonesien  | 194  | 101    | 115    | 410    |
| 2     | Thailand    | 83   | 97     | 78     | 258    |
| 3     | Malaysia    | 55   | 68     | 75     | 198    |
| 4     | Philippinen | 43   | 57     | 109    | 209    |
| 5     | Vietnam     | 35   | 48     | 50     | 133    |
| 6     | Singapur    | 30   | 26     | 50     | 106    |
| 7     | Myanmar     | 8    | 34     | 44     | 86     |
| 8     | Brunei      | 0    | 2      | 8      | 10     |
| 9     | Laos        | 0    | 0      | 7      | 7      |
| 10    | Kambodscha  | 0    | 0      | 6      | 6      |

## Sportarten
- Badminton
- Basketball
- Billard
- Bodybuilding
- Bogenschießen
- Bowling
- Boxen
- Drachenboot
- Fechten
- Fußball
- Gewichtheben
- Golf
- Hockey
- Judo
- Kanu
- Karate
- Leichtathletik
- Pencak Silat
- Radsport
- Ringen
- Rudern
- Schwimmsport
- Segeln
- Sepak Takraw
- Schießen
- Softball
- Squash
- Tischtennis
- Taekwondo
- Tennis
- Turnen
- Volleyball
- Wasserski
- Wushu

## Referenzen
- Medaillenspiegel